# Nàvel

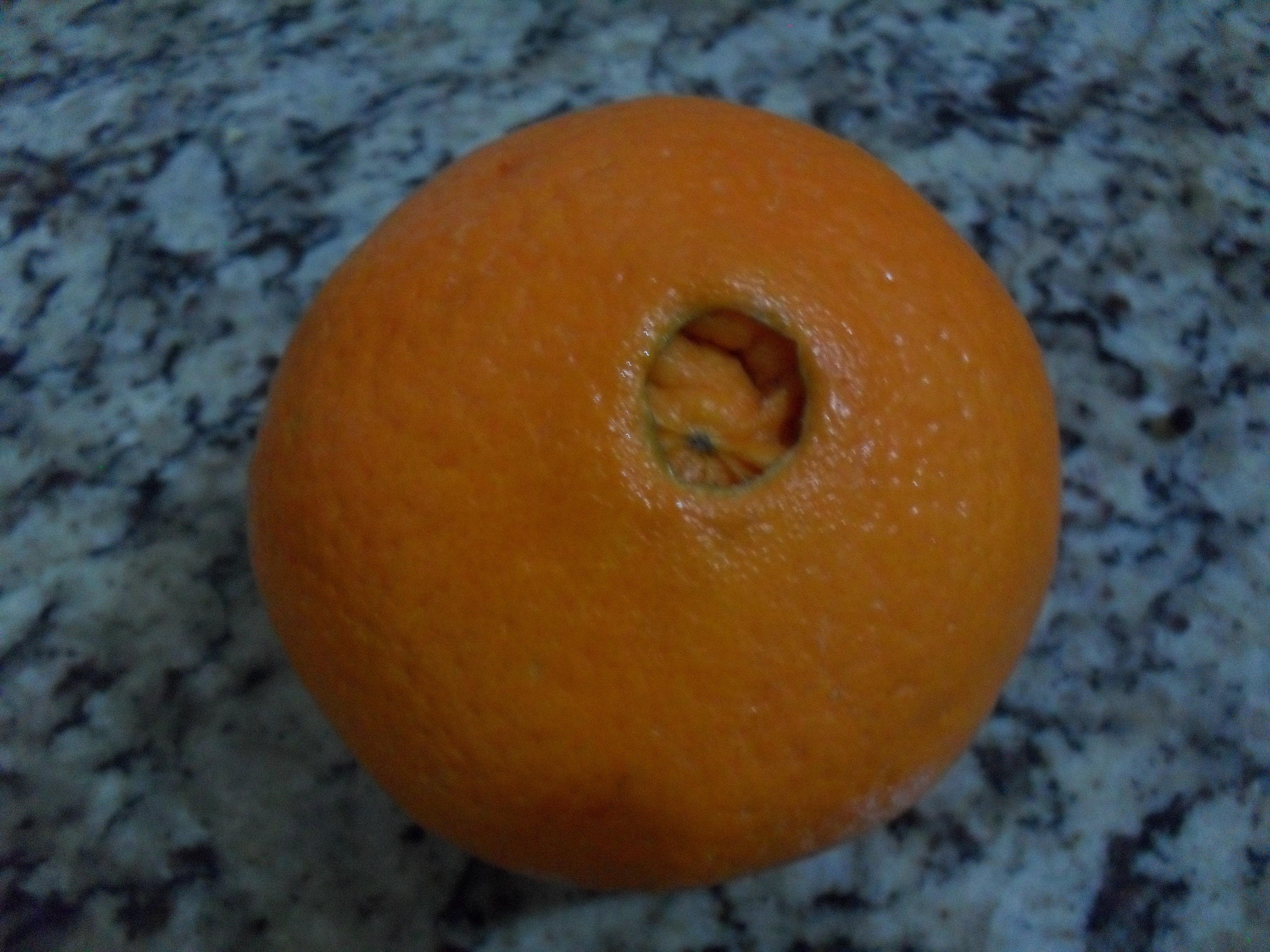
Melic d'una taronja.

La nàvel golosa és un grup de taronges que es caracteritza pel fet que les seues flors tenen dos fruits, un dins de l'altre, que recorda a un melic. Açò és, de fet, el que li dona nom al grup, ja que navel vol dir melic en anglés.
Una característica important d'aquest tipus de taronja és que les cèl·lules mare de pol·len es desintegren sense donar lloc a la formació de grans de pol·len, i de vegades també degenera el sac embrionari. Com a conseqüència, els fruits són partenocàrpics i no tenen llavor.
La majoria de les taronges d'aquest grup es destinen a consum fresc i una xicoteta part a la indústria. Algunes de les varietats d'aquest grup són: Thompson, Washington navel, navel caracara, navelina, Newhall, Navelate, Navel lane late, Navel Ricalate, Navel Powel.